# Граница между Европой и Азией

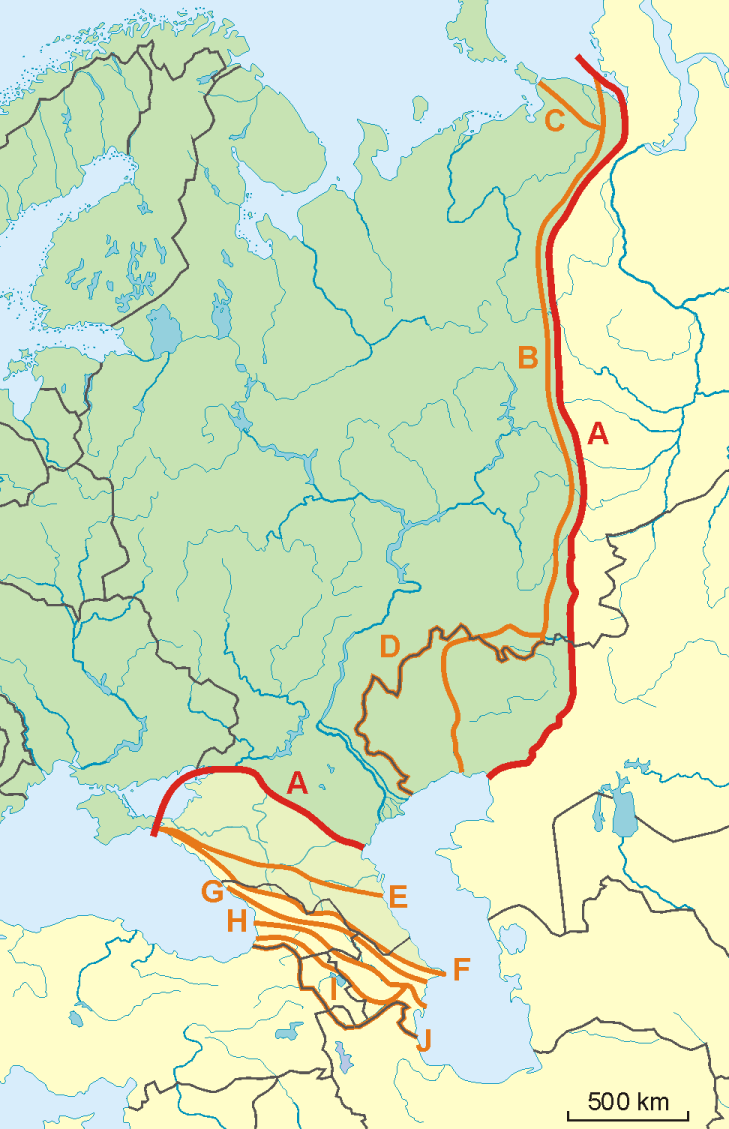
А — J — различные современные взгляды на границу между Европой и Азией

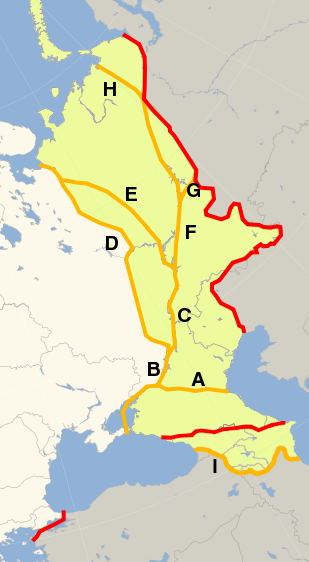
А — F — различные исторические взгляды на прохождение границы Европы и Азии. Жёлтым показана территория, которая при разных вариантах границы относилась то к Европе, то к Азии. Красная линия отражает западную границу территории Азии, которую ни один указанный вариант границы не включал в Европу.

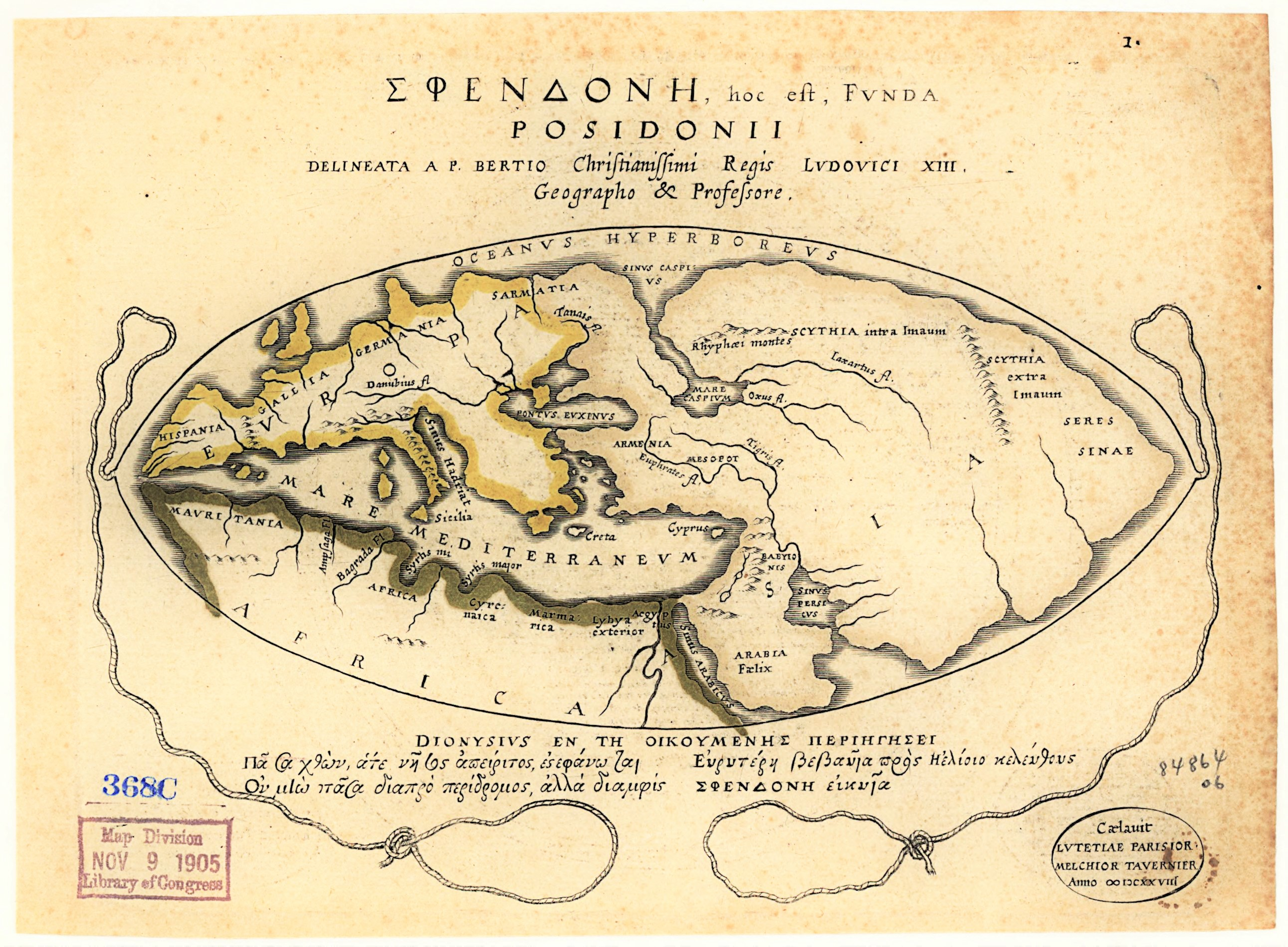
Карта Земли по Геродоту

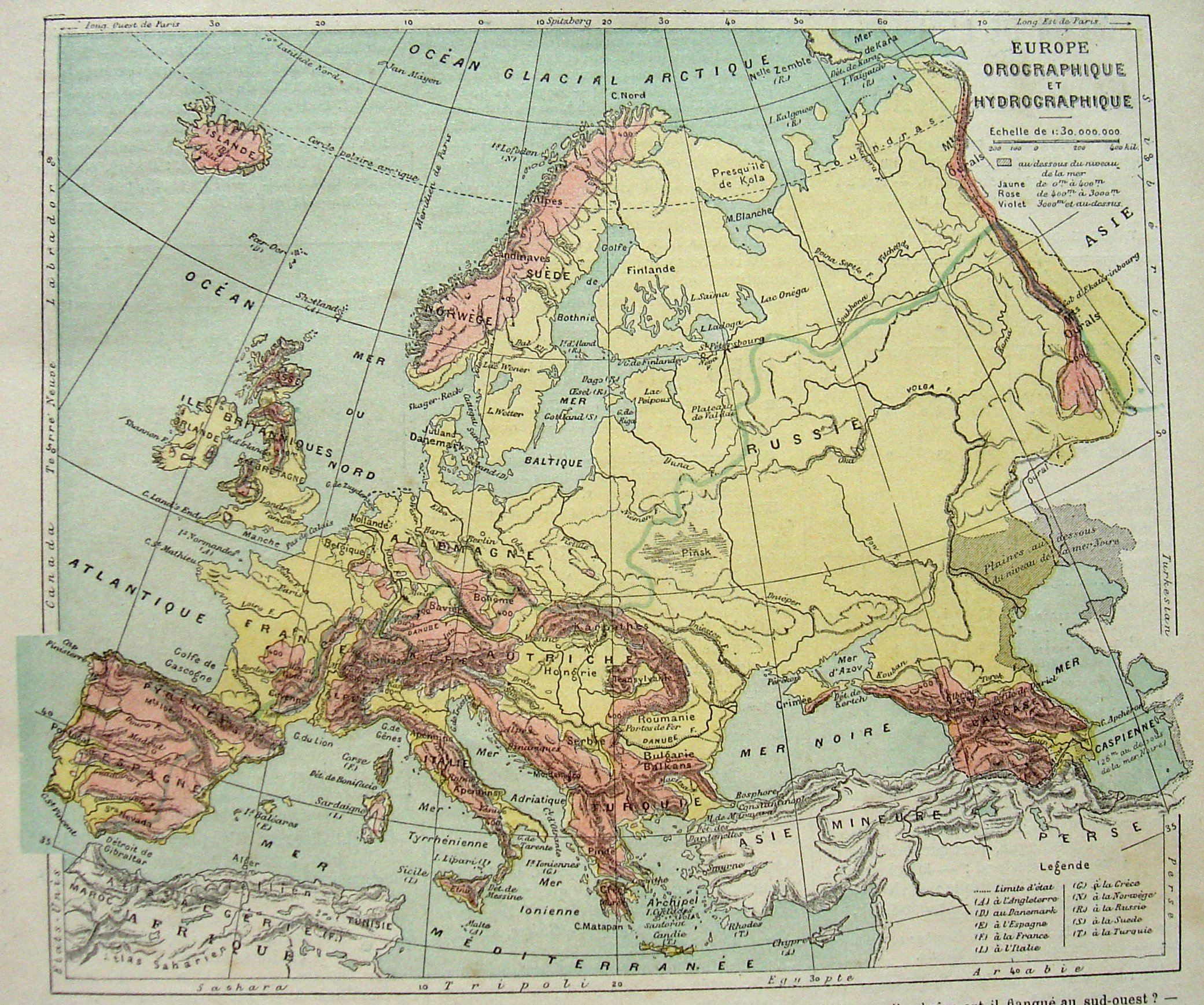
Французская карта Европы 1880 года, на которой в состав Европы включены весь Кавказ и часть Зауралья.

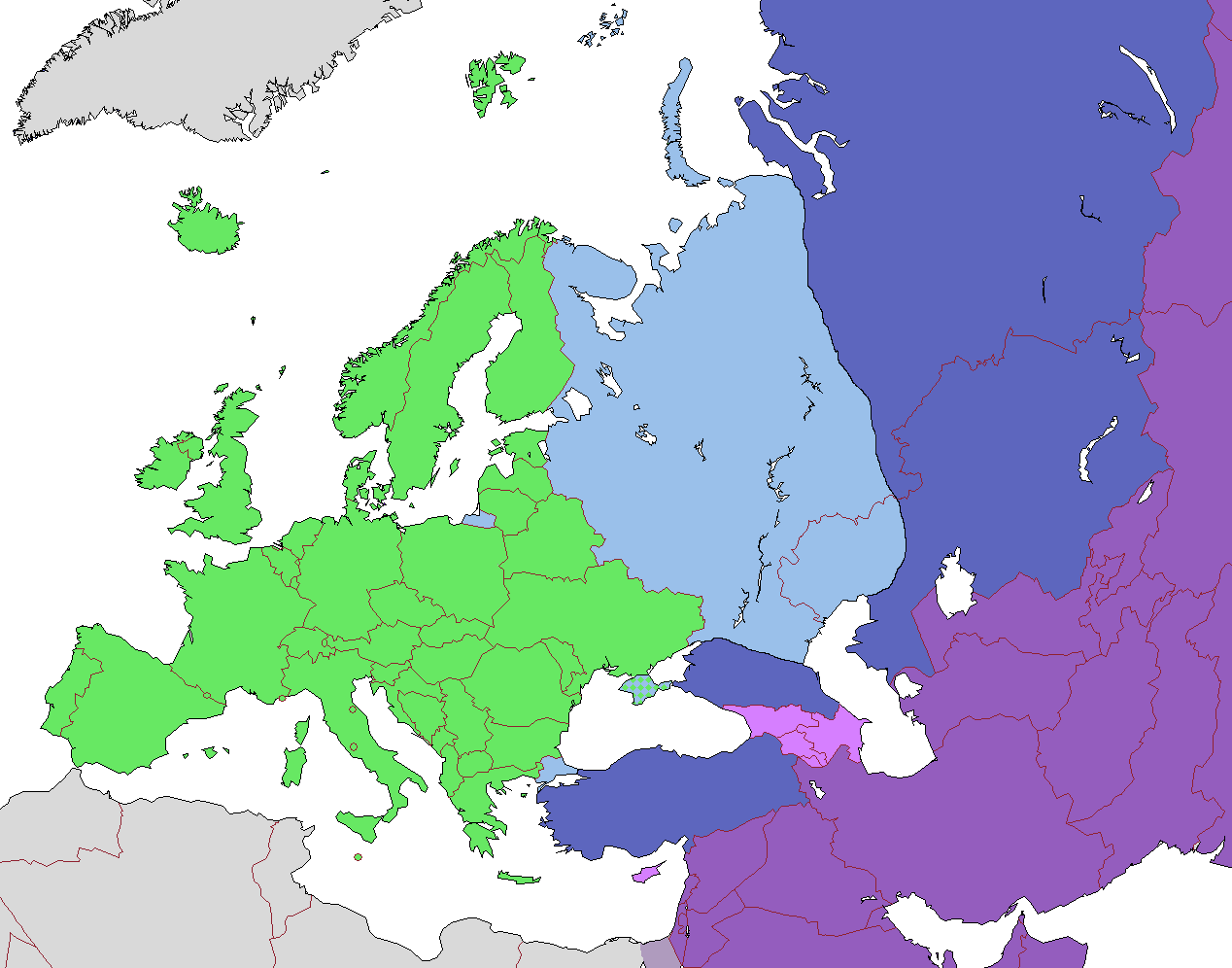
Страны Европы, не имеющие части территорий в Азии
Европейские части России, Турции и Казахстана
Азиатские части России, Турции и Казахстана
Азиатская часть Египта
Страны Азии, не имеющие части территорий в Европе
Страны Азии, иногда относимые к Европе по политическим, экономическим, и историко-культурным критериям

Граница между частями света Европой и Азией — вопрос спорный. В двух самых распространённых вариантах она проводится по водоразделу Уральского хребта (в другом варианте — по восточной подошве Уральских гор), реке Урал (в другом варианте — реке Эмбе), в обоих вариантах по северному берегу Каспийского моря; по водоразделу Кавказского хребта (в другом варианте — по Кумо-Манычской впадине) и Керченскому проливу. Общая протяжённость границы по территории России составляет 5524 км (из них вдоль Уральского хребта 2000 км, по Каспийскому морю 990 км).
Сам факт выделения Европы — результат не столько логики и географической обусловленности, сколько истории.
Европа как название части известного мира впервые было использовано в VI веке до н. э. Анаксимандром и Гекатеем. Анаксимандр провёл границу между Азией и Европой вдоль реки Фасис (современная река Риони на территории Грузии) на Кавказе, и этого соглашения придерживался Геродот в V веке до н. э., хотя он также утверждал, что некоторые считали реку Дон, а не Фасис, границей между Европой и Азией.
Граница Европы и Азии с VI века до н. э. к нашему времени испытала значительное перемещение с запада на восток. Древние греки проводили её приблизительно в центральной части Средиземного моря. Позже, в 524—457 годах до н. э., границей стали считать Керченский пролив и реку Танаис (Дон). Большой научный авторитет Птолемея явился причиной того, что это представление прочно утвердилось и не изменялось до XVIII века.
В 1730 году шведский учёный Филипп Иоганн фон Страленберг впервые обосновал в мировой научной литературе идею о проведении границы между Европой и Азией. Позднее в 1736 году В. Н. Татищев утверждал, что именно он подсказал Страленбергу эту мысль. Татищев обосновал в своей книге проведение этой границы от пролива Югорский Шар по Уральскому хребту, по реке Урал, разделяя такие города, как Орск и Оренбург (в их нынешних границах), через Каспийское море до реки Кумы, через Кавказ, Азовское и Чёрное моря в Босфор.
Эта идея не сразу получила признание современников и последователей. Так, например, Михаил Ломоносов в трактате «О слоях земных» (1757—1759) проводил рубеж между Европой и Азией по Дону, Волге и Печоре. Однако вскоре появились авторы, исследования которых вслед за Татищевым стали признавать Уральский хребет в качестве естественного рубежа между Европой и Азией.

## География
Линия границы Европа — Азия проходит от побережья Карского моря по восточной подошве Уральского хребта, приблизительно параллельно границе между Ненецким автономным округом и Республикой Коми с запада и Ямало-Ненецким и Ханты-Мансийским округом с востока.
Далее граница проходит несколько восточнее административной границы между Пермским краем с запада и Свердловской областью с востока, при этом юго-западные районы Свердловской области остаются в Европе. С прохождением границы Европа — Азия в данном регионе связаны наименования «Европейская» железнодорожной станции и посёлка при ней и «Азиатская» железнодорожной станции и посёлка при ней. В непосредственной близости (на расстоянии примерно 2 км) от границы находится остановочный пункт «Хребет-Уральский» и посёлок при нём.
В Челябинской области граница оставляет в Европе Ашинский, Катав-Ивановский и Саткинский муниципальные районы, а также западные части территорий муниципальных районов и городских округов, смежных с Башкортостаном. В Оренбургской области граница оставляет в Европе большую часть территории, кроме восточных районов. Далее к югу граница продолжается по территории Актюбинской области Казахстана, где проходит по восточному подножию Мугоджар (продолжение Уральских гор на территории Казахстана) и по реке Эмбе выходит к Прикаспийской низменности, через Каспийское море выходит к устью реки Кумы, далее по Кумо-Манычской впадине и реке Маныч проходит к низовьям Дона, далее по южному берегу Азовского моря.
Южнее граница между Европой и Азией проходит по Керченскому проливу, между Крымским (Европа) и Таманским (Азия) полуостровами, оставляя остров Тузла в Азии.

## Экспедиция Русского географического общества в Казахстане
В апреле — мае 2010 года Русское географическое общество провело экспедицию в Казахстане (пустыня и плато Устюрт) с целью ревизии общепринятых взглядов на прохождение границы Европы и Азии по территории Казахстана. Участники экспедиции подтвердили известный факт, что южнее Златоуста Уральский хребет теряет свою ось и распадается на несколько параллельных хребтов, а ещё южнее горы постепенно сходят на нет, тогда как именно Уральский хребет (вернее, его восточное подножие) традиционно служит ориентиром для проведения границы Европы и Азии. По мнению участников экспедиции, реки Урал и Эмба также не являются разумными границами, так как характер местности по обоим их берегам сходен. Участники экспедиции пришли к предварительному выводу, что наиболее разумным им представляется проведение границы Европы и Азии по восточному краю Прикаспийской низменности, являющейся юго-восточным окончанием Восточно-Европейской равнины.
До настоящего времени мнение российских и казахстанских учёных, участвовавших в указанной экспедиции, не было рассмотрено Международным географическим союзом.

## Монументы

### Башкортостан
Две стелы с соответствующими надписями по обеим сторонам моста через реку Урал трассы Белорецк — Учалы — Миасс возле деревни Новобайрамгулово.

Стелы «Европа» и «Азия» на трассе Белорецк — Учалы — Миасс
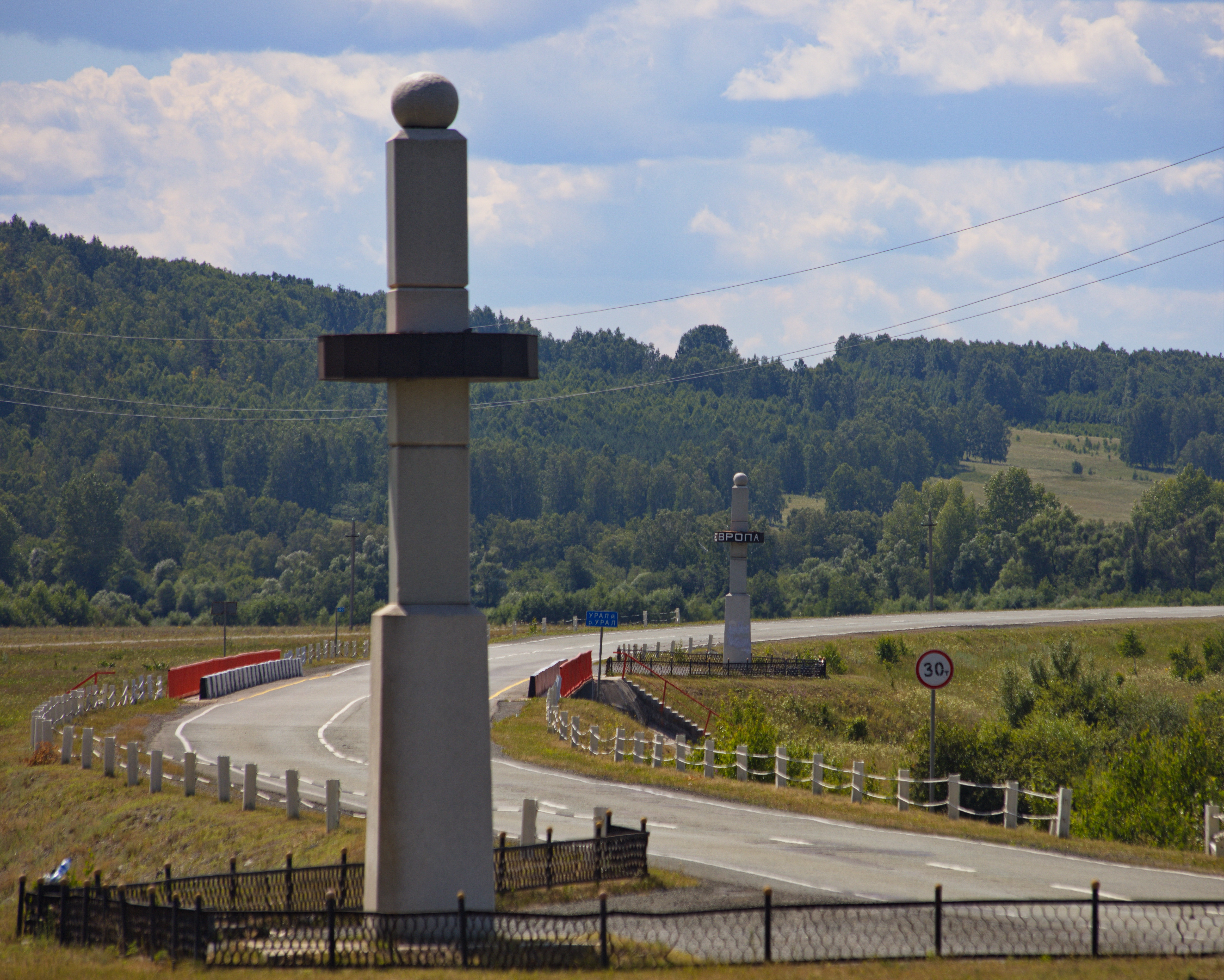
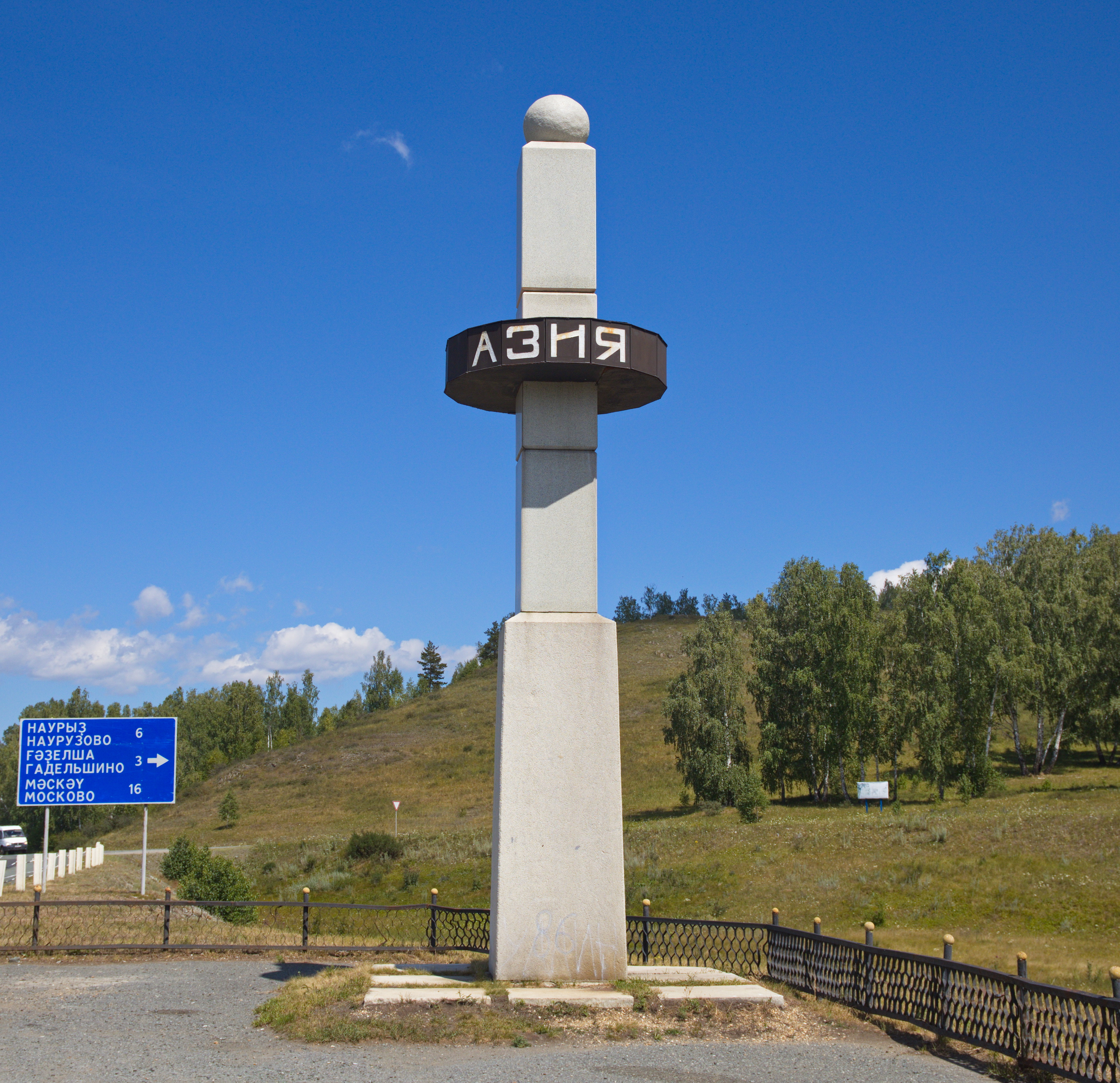
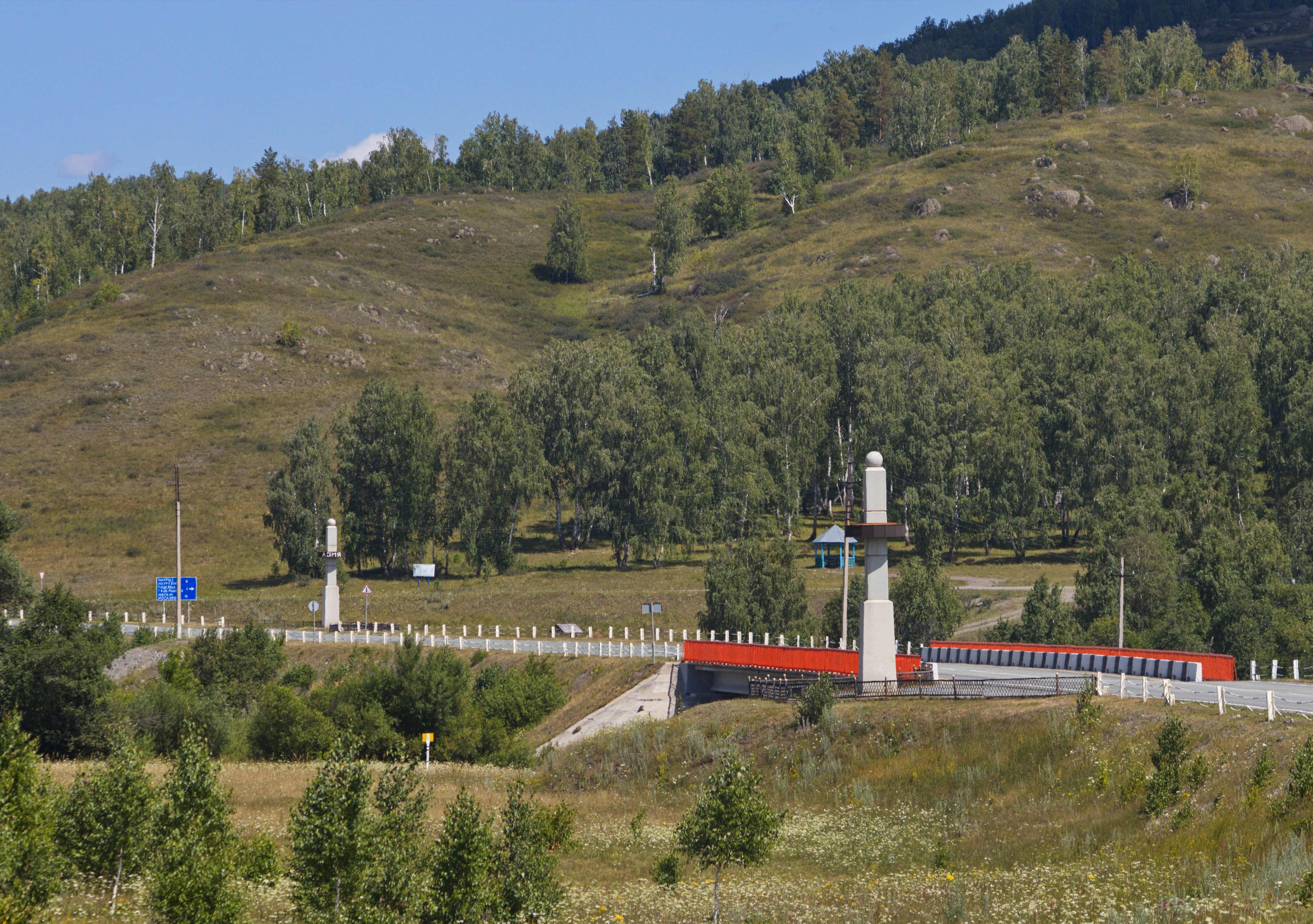

- Стелы «Европа» и «Азия» на трассе  Белорецк — Учалы — Миасс 54°05′42″ с. ш. 59°04′06″ в. д.HGЯO

### Оренбургская область
- На пешеходном мосту в городе Оренбурге через реку Урал стоит символический исторический знак границы между Европой и Азией.
- Обелиск в городе Оренбурге на левом берегу реки Урал возле автомобильного моста. Эта граница не признаётся Международным географическим союзом с 1959 года[22]. С географической точки зрения, река Урал является стопроцентной внутренней европейской рекой, только в российских верховьях её левый берег относится к Азии. При такой границе Оренбург может считаться полностью европейским городом[20][23].

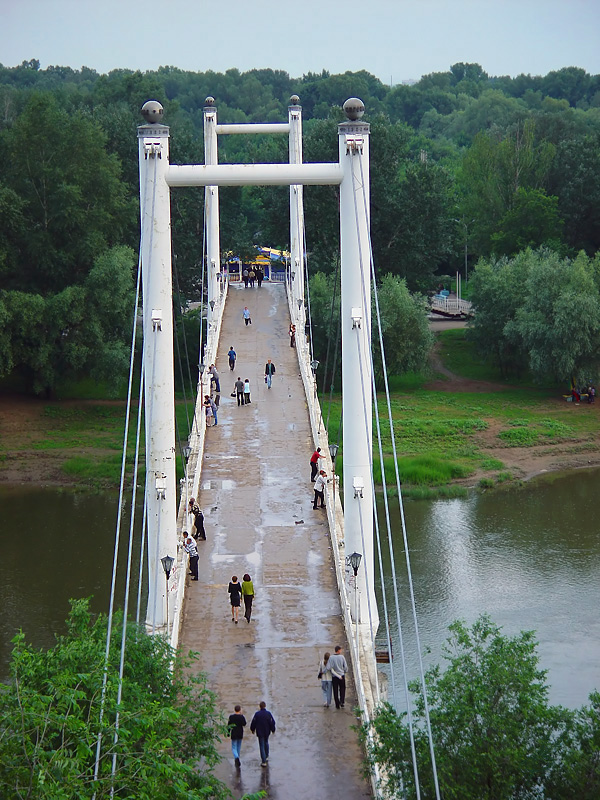
Пешеходный мост через реку Урал
51°45′12″ с. ш. 55°06′26″ в. д.HGЯO
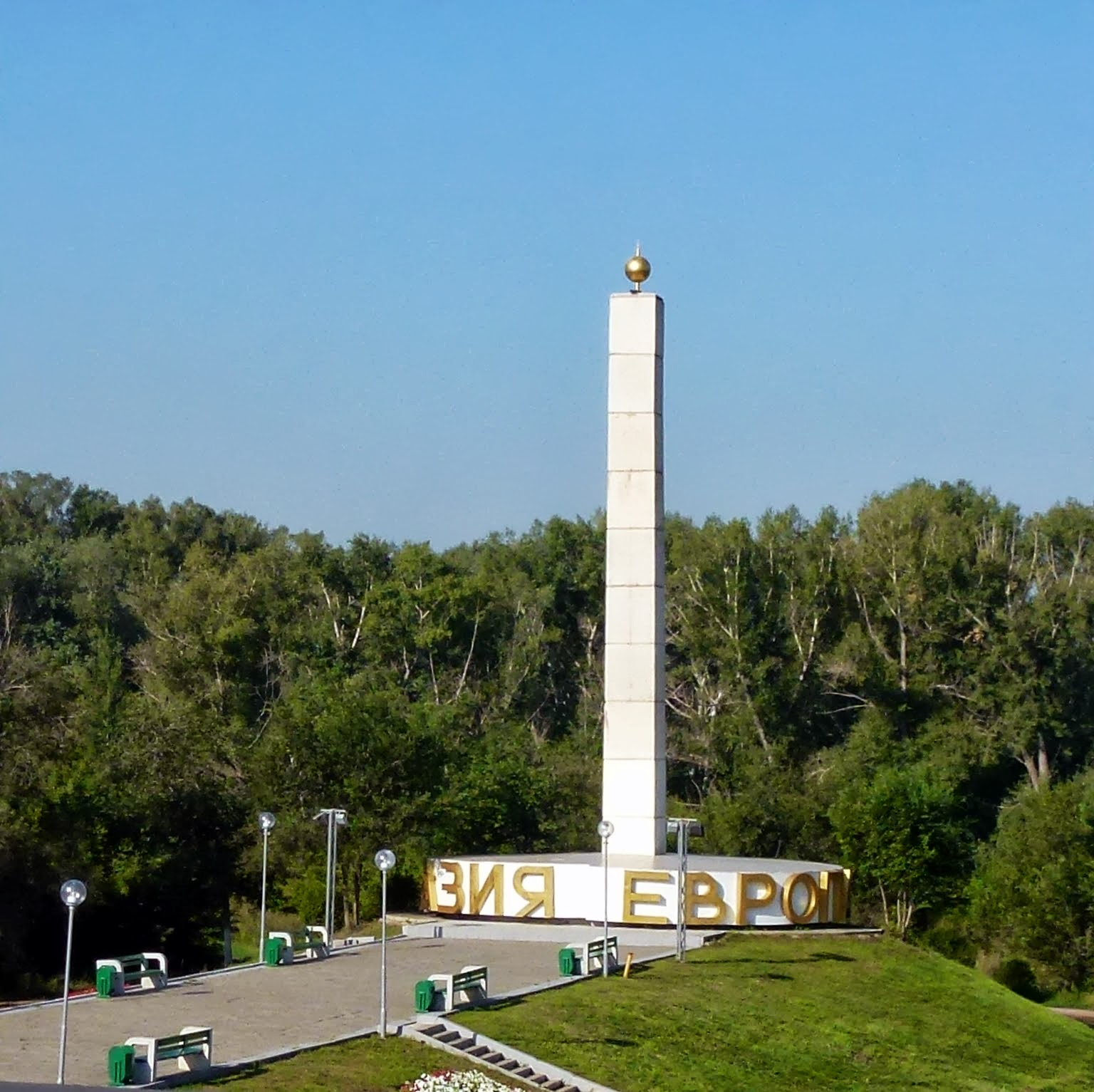
Обелиск Европа-Азия
51°44′59″ с. ш. 55°05′28″ в. д.HGЯO

### Пермский край
- Стела близ посёлка Промысла Горнозаводского района, на трассе Качканар — Чусовой (в 4,5 км от посёлка в сторону Свердловской области).
- Камень в районе горы Колпаки Горнозаводского района, на дороге Промысла — Медведка (в 9 км от посёлка Промысла, у развилки Медведка — Косья).

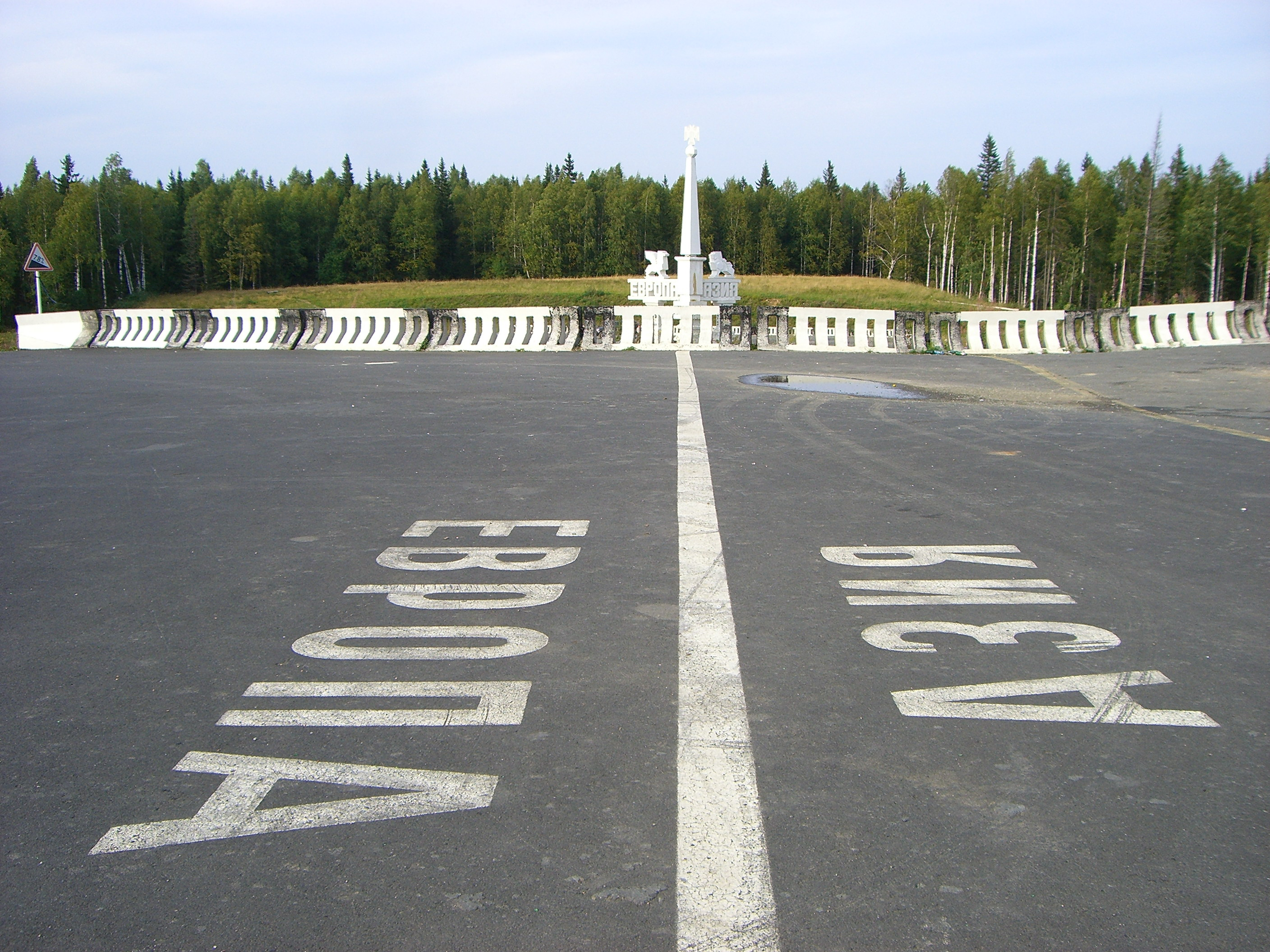
Стела близ посёлка Промысла Горнозаводского района, на трассе Качканар — Чусовой
58°33′40″ с. ш. 59°13′48″ в. д.HGЯO

### Свердловская область

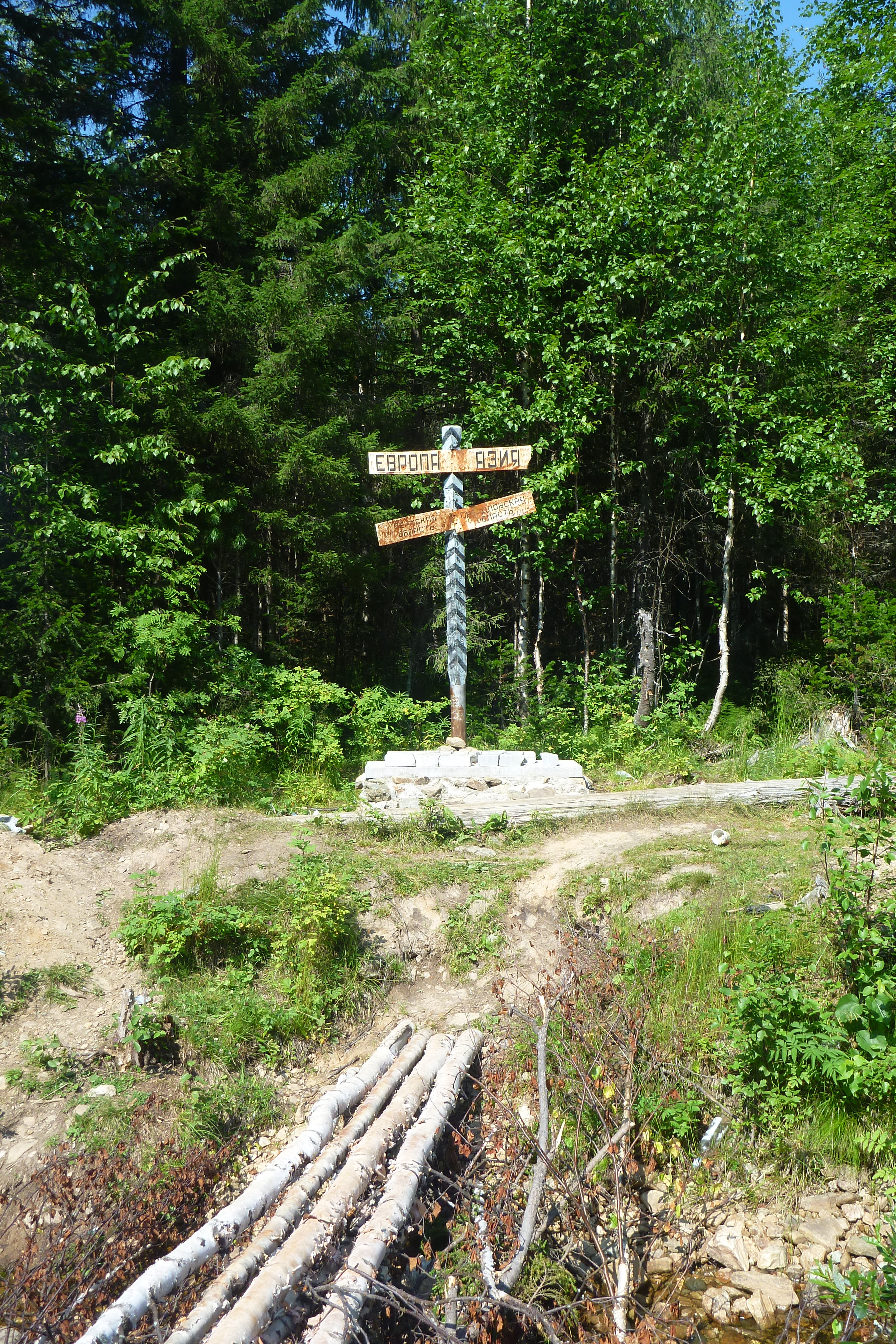
Обелиск на границе Пермского края и Свердловской области
60°03′56″ с. ш. 59°03′41″ в. д.HGЯO
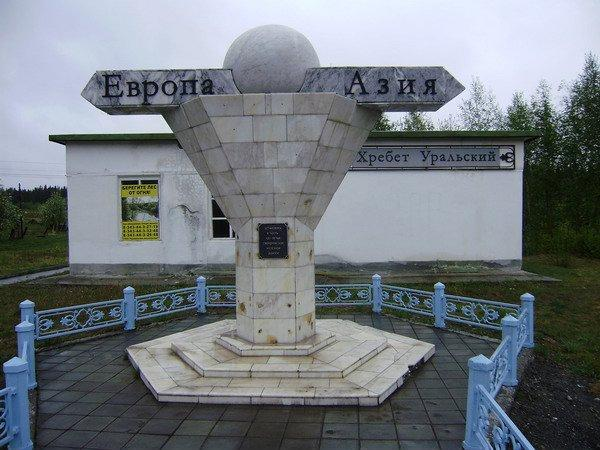
Обелиск на станции Хребет-Уральский Свердловской железной дороги в Кушвинском городском округе
58°25′ с. ш. 59°24′ в. д.HGЯO
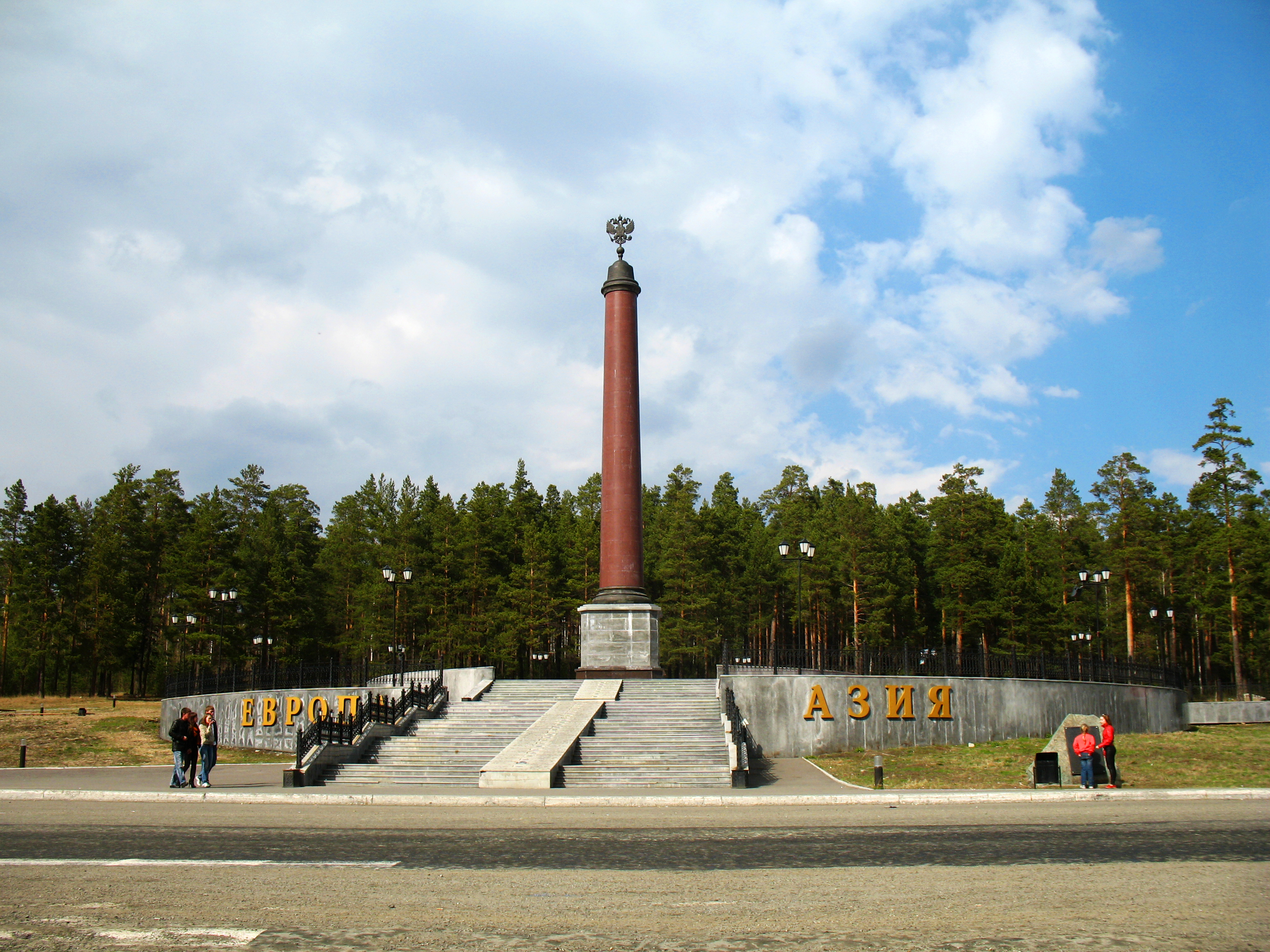
Новый обелиск у горы Берёзовой, на Московском тракте, на подъезде к г. Первоуральску со стороны г. Екатеринбурга
56°52′13″ с. ш. 60°02′52″ в. д.HGЯO
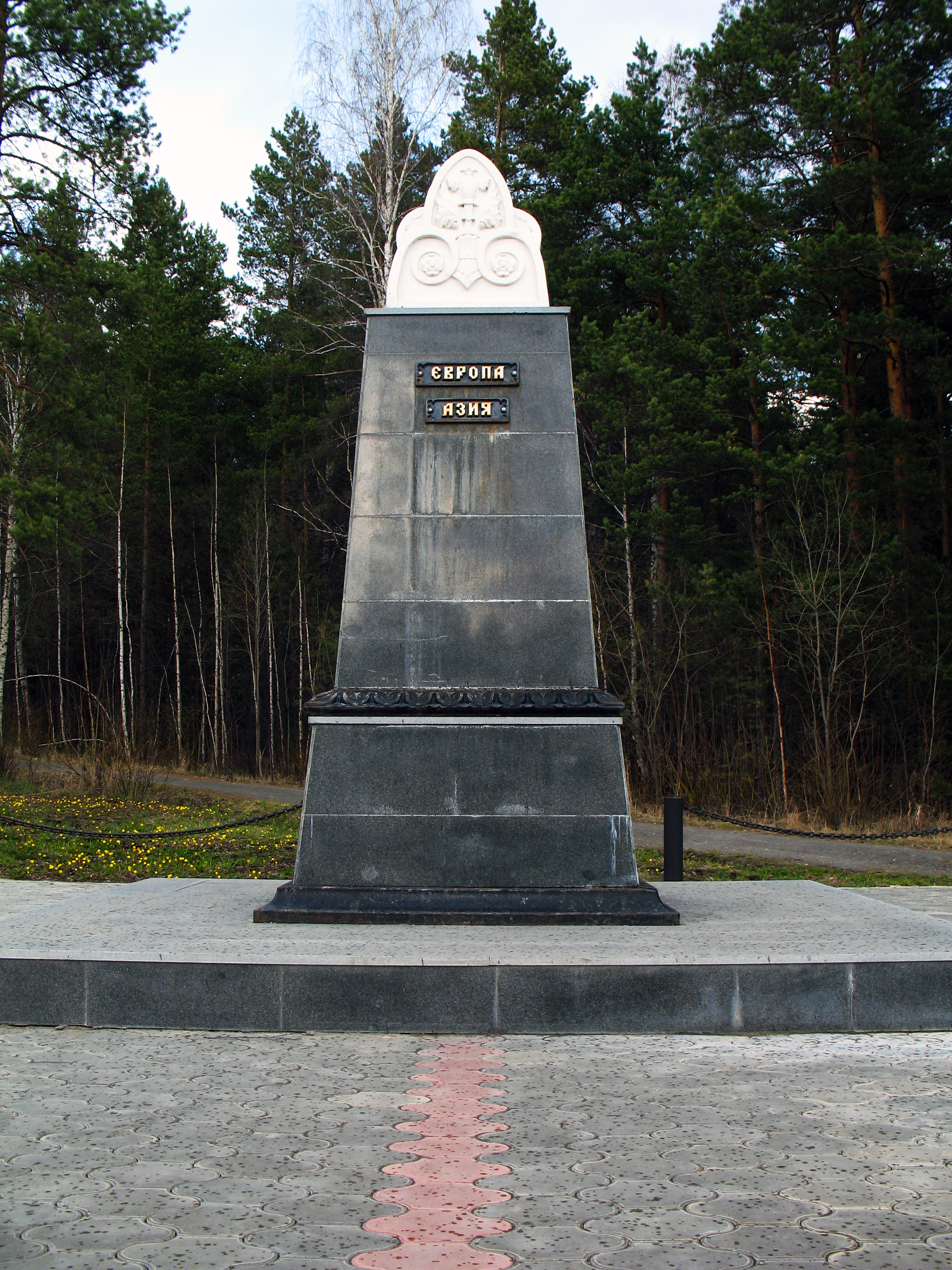
Обелиск около города Первоуральска, на подъезде с автодороги Р-242
56°52′04″ с. ш. 60°02′41″ в. д.HGЯO
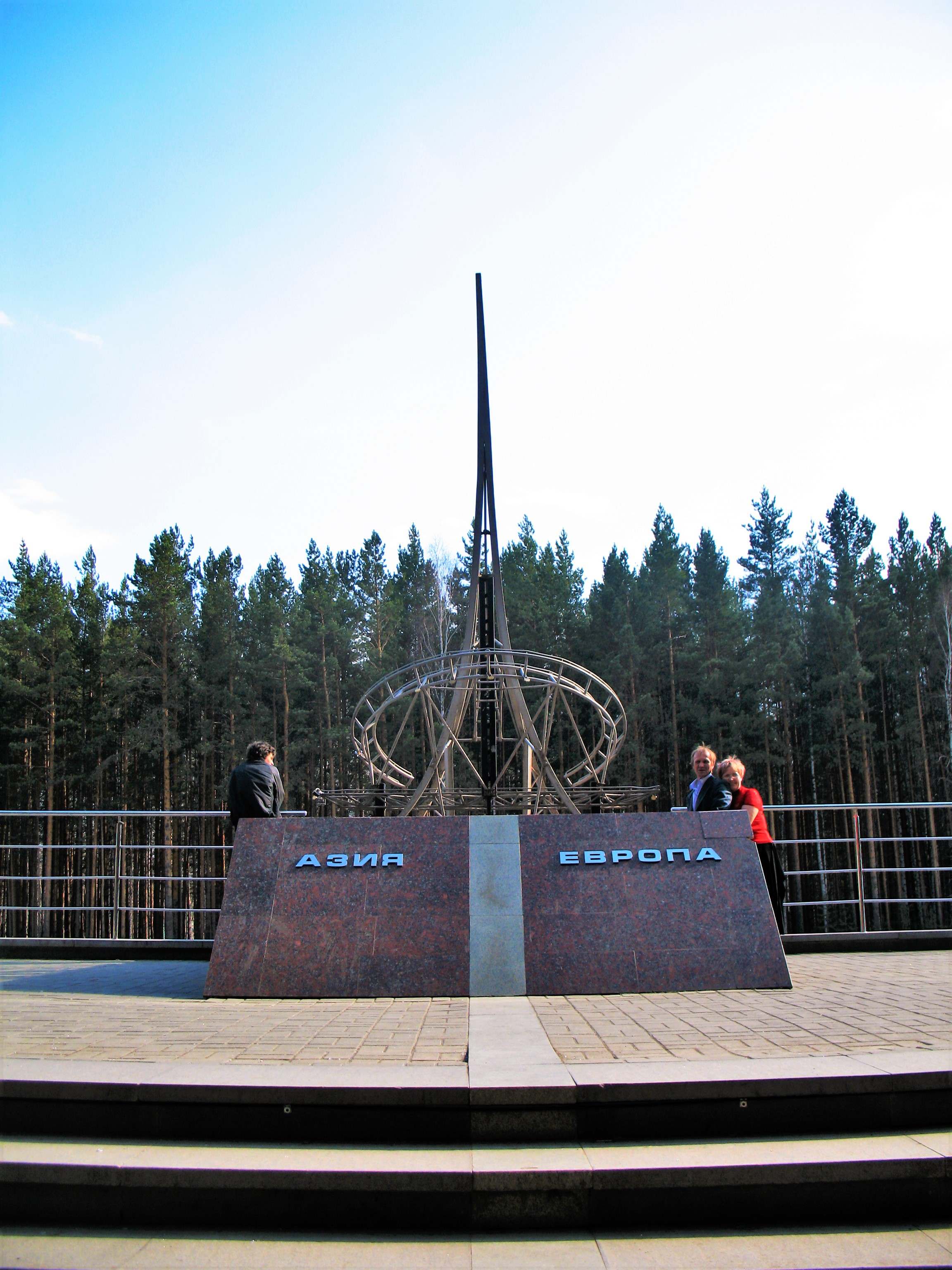
Обелиск на 17 км Ново-Московского тракта (автодороги Р-242) под Екатеринбургом
56°49′55″ с. ш. 60°21′02″ в. д.HGЯO
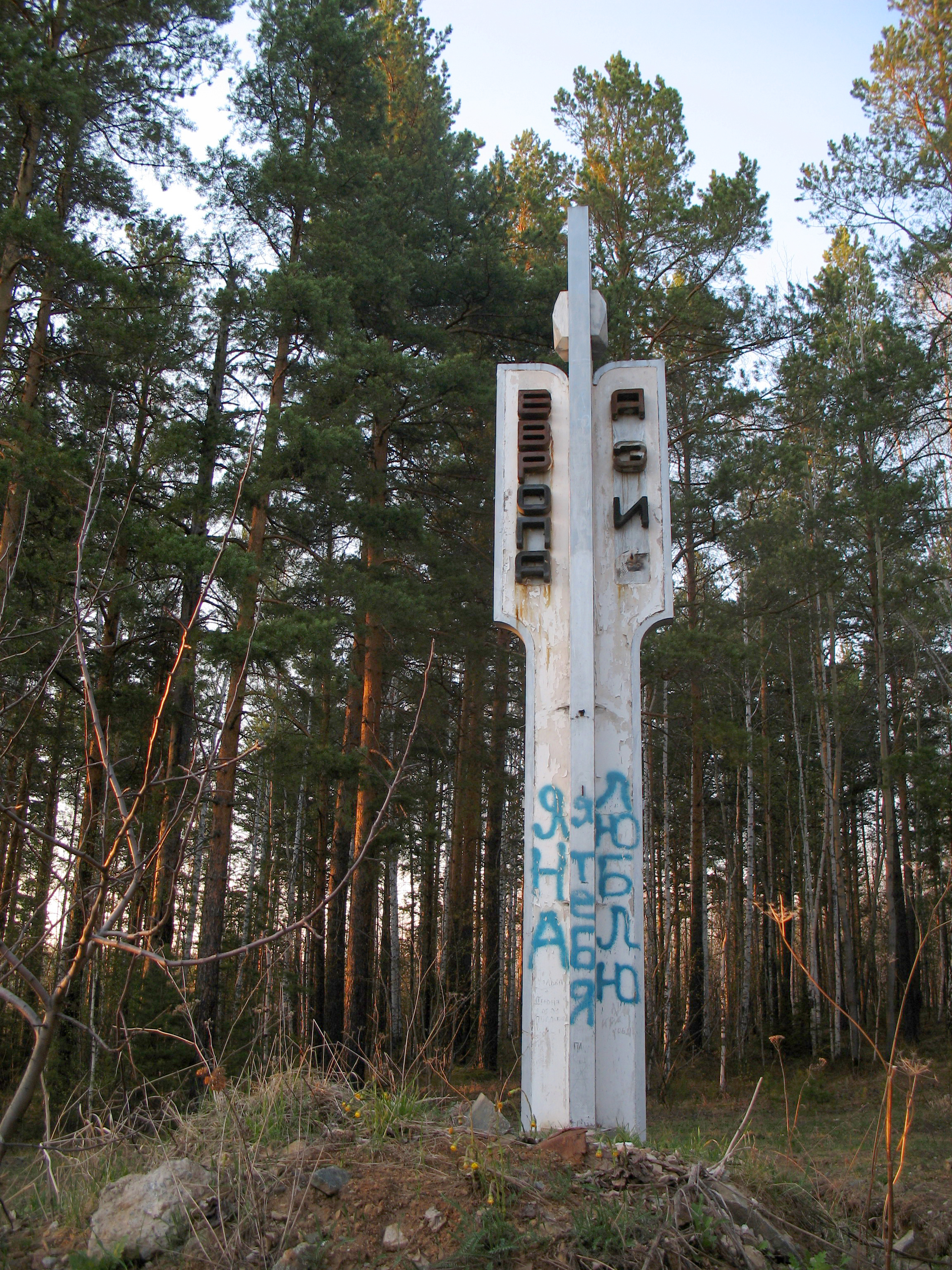
Обелиск между городами Ревдой и Дегтярском (заброшен)
56°46′14″ с. ш. 60°01′35″ в. д.HGЯO
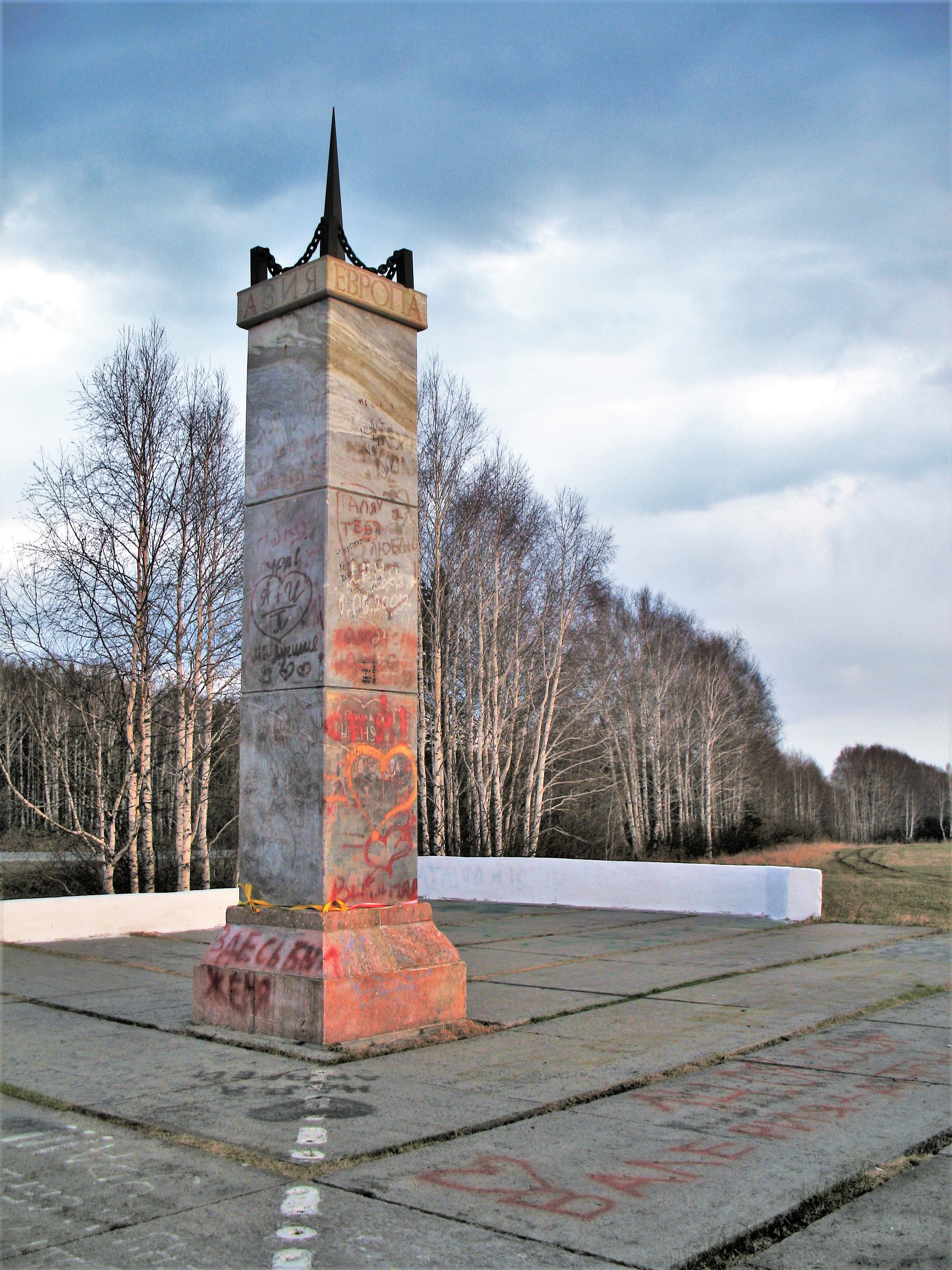
Обелиск близ села Курганова
56°38′34″ с. ш. 60°24′05″ в. д.HGЯO

### Челябинская область
- Стела на автодороге М-5 «Урал», на хребте Уралтау, у Златоуста. 1757 км. Москва — Челябинск / 123 км. Челябинск — Москва (местоположение относительно дорожных знаков).
- Знаки и стелы «Европа — Азия» на четырёх мостах — трамвайных переходах через реку Урал в Магнитогорске.
- Обелиск около железнодорожной станции Уржумка в Златоусте (построен в память о завершении строительства участка Транссиба в 1892 году).
- Обелиск на перевале по дороге Слюдорудник — Большие Егусты (к западу от Кыштыма).

Стела на хребте Уралтау на автодороге M5 «Урал»
55°01′05″ с. ш. 59°44′05″ в. д.HGЯO
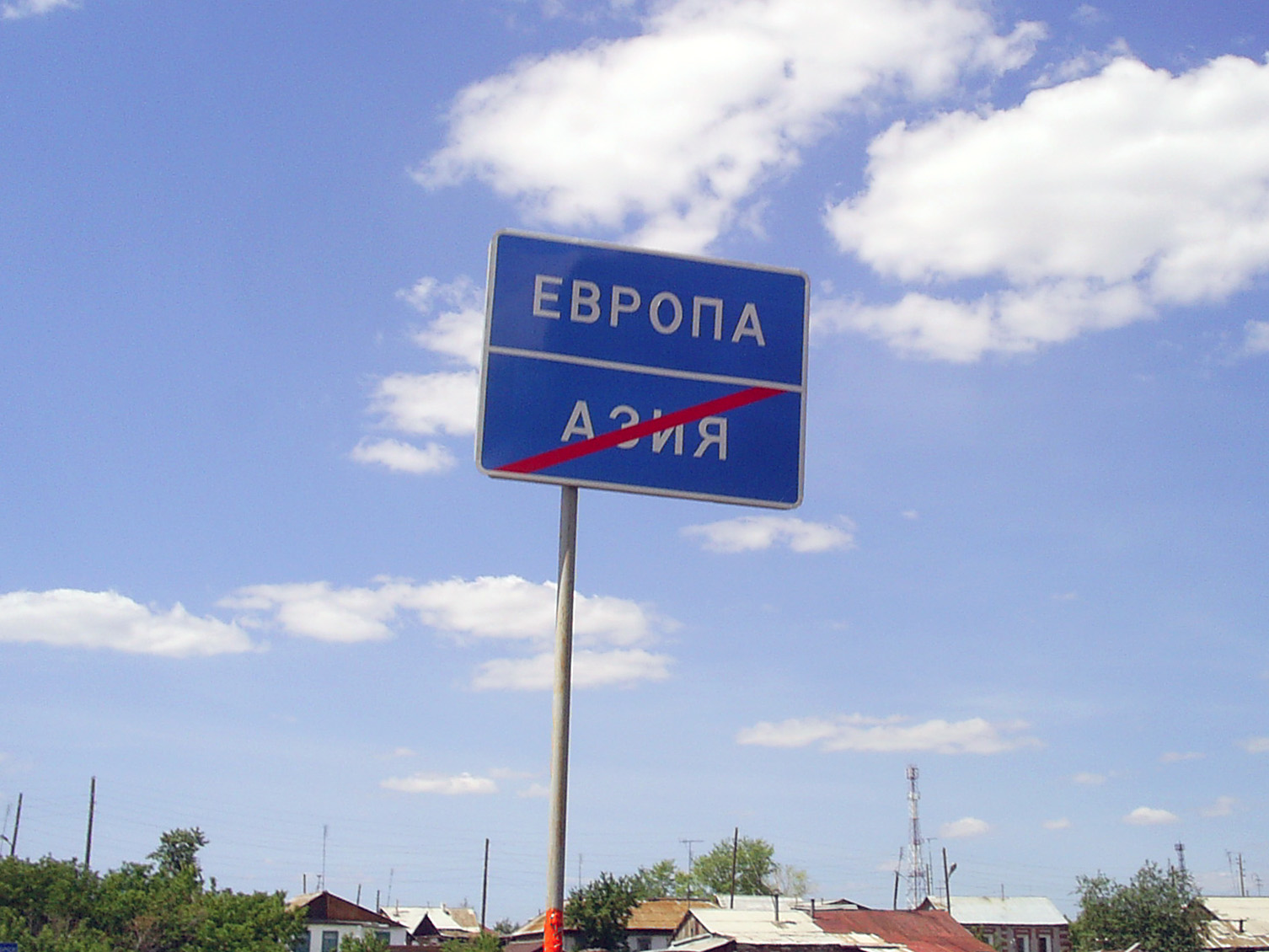
Знак на мосту через реку Урал в селе Кизильское, Челябинская область
52°43′17″ с. ш. 58°54′25″ в. д.HGЯO

### Казахстан
- Две стелы в Атырау (Казахстан) по обеим сторонам центрального моста через реку Урал.
- Стела в Уральске, на правом берегу перед старым мостом через реку Урал.

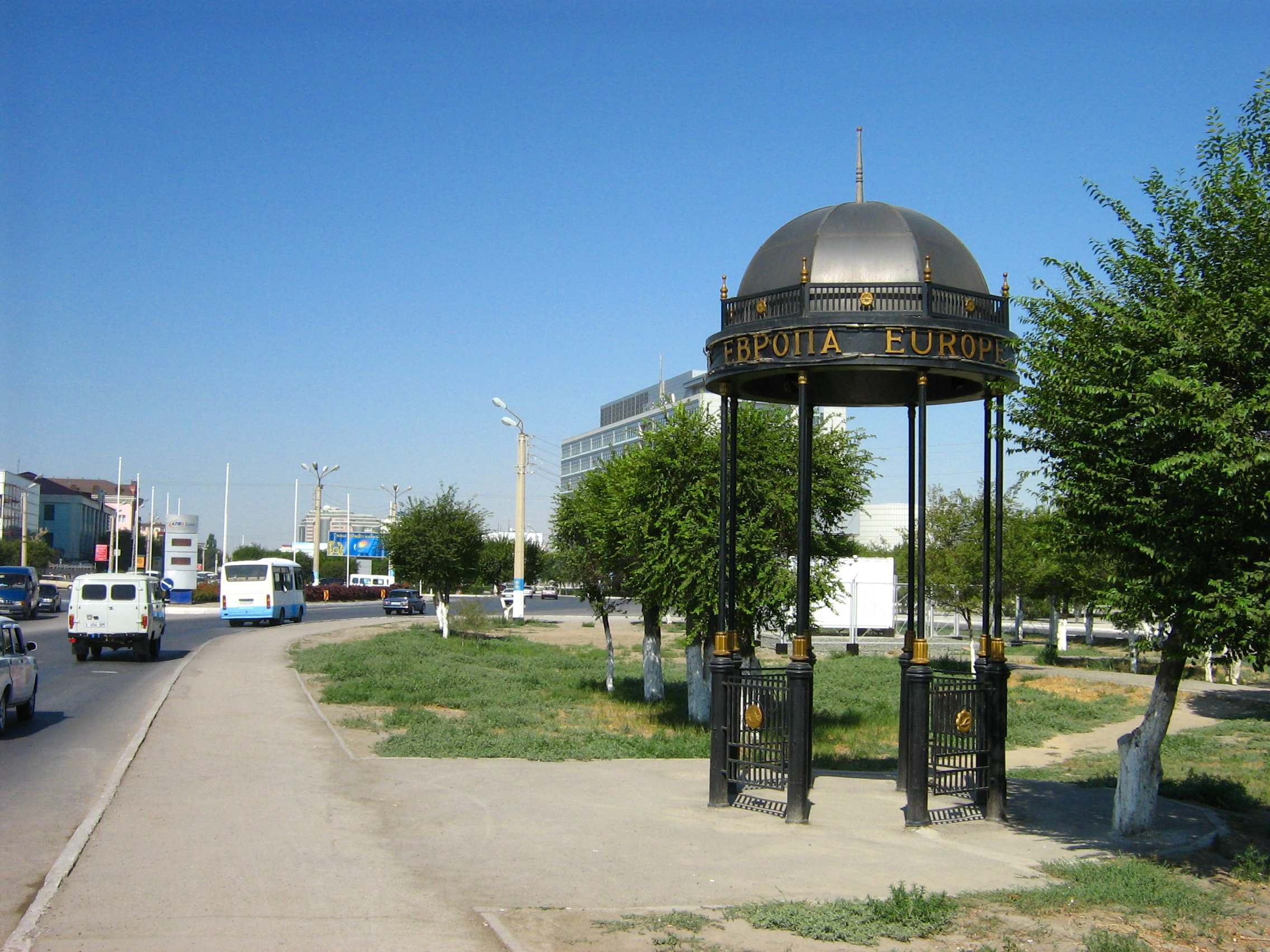
Знак Европа на правом берегу реки Урал в Атырау